# Chukai
Chukai, ook Kemaman (Chukai),  is een stad in de Maleisische deelstaat Terengganu.
Chukai telt 17.000 inwoners.